# のと鉄道NT100形気動車
のと鉄道NT100形気動車（のとてつどうNT100がたきどうしゃ）は、のと鉄道に在籍した気動車である。のと鉄道の相次ぐ路線縮小およびNT200形の登場により、2006年までに全車廃車となった。

## 概要
全長16m級の富士重工業製LE-DCで、能登線の移管に備え1987年から1988年にかけて13両（101 - 113、以下1次車）を新製し、七尾線が移管されるとさらに13両（121 - 133、以下2次車）を増備。計26両の大所帯となり、当時の非電化私鉄の車両では最大勢力となった。
エンジンは日産ディーゼル（現：UDトラックス）製PE6HT03を搭載、変速装置はLE-DC前作の信楽高原鐵道SKR200形とは異なり新潟鉄工所製TACN-22-1103Aが採用された。着雪防止のため全体に丸みを帯びたデザインとなり、能登線に連続するトンネルに備えて貫通路上部にヘッドライトを追加して設置するなど、路線の事情に対応した設計が目立つ。車内は中央に左右3組ずつボックスシートを配したセミクロスシートで、モケットの色は1次車がオレンジ、2次車が赤と異なっている。ステップにはヒーターを装備し、汚物処理装置のポンプ凍結防止のためトイレにもヒーターを備える。
1997年11月7日付で112がお座敷車両「くつろぎ」に、1998年4月7日に127が同じく「やすらぎ」に、同年8月30日に111が同じく「やわらぎ」にそれぞれ改造されている。それぞれのお座敷車両は内装が少しずつ異なっている。
七尾線部分廃止時に3両が廃車され、その後も2004年までに5両が廃車されている。2005年の能登線廃止後はお座敷車両「やすらぎ」を含む5両を残して廃車され、ミャンマー国鉄に譲渡されている。その後、NT200形が3両追加増備されたのに伴って3両が廃車となり、2005年10月31日には定期運用を離脱、最後まで残ったお座敷車両127も、予備車として残っていた1両とともに2006年12月31日付で廃車となりNT100形は廃形式となった。

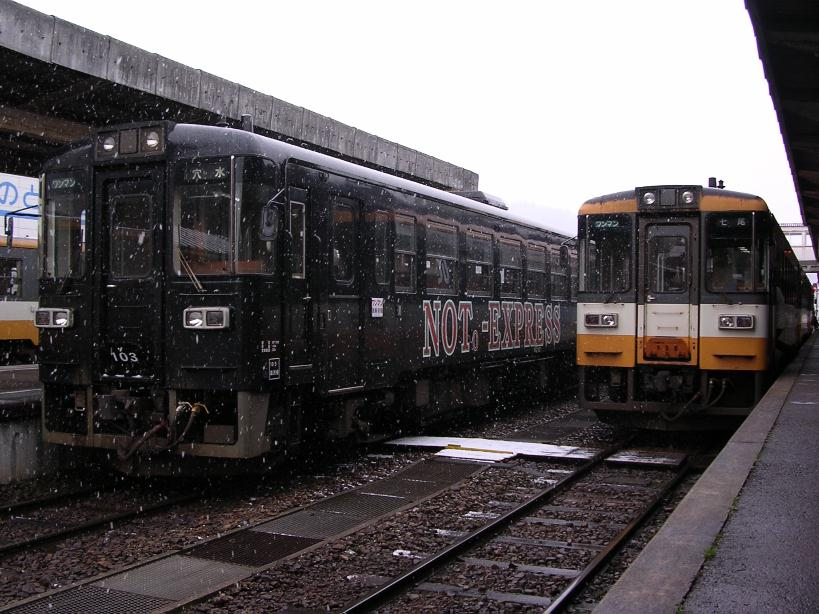
左がノットエクスプレス号

このうち、103は2004年7月から能登線廃止の2005年3月31日まで「ノットエクスプレス(NOTo EXPRESS)号」として使用された。これは当時能登線の存続を望んでいた珠洲市のボランティア団体がのと鉄道の許可を得て黒塗りの特別塗装を施したものであった。
また、2005年8月21日には映画『シベリア超特急』DVD-BOX発売のタイアップ企画として、ステッカーなどで装飾された車両が「シベリア超特急号」として運行された。車内はシベリア超特急のDVDのポスターや中吊りで飾られ、同作品の監督である水野晴郎とファン十数名が、和倉温泉駅から、穴水駅を一日限りで改装した「イルクーツク駅」まで乗車した。この車両は同年9月末まで1日1往復運行され、NT100形の最後を飾った。

## 保存

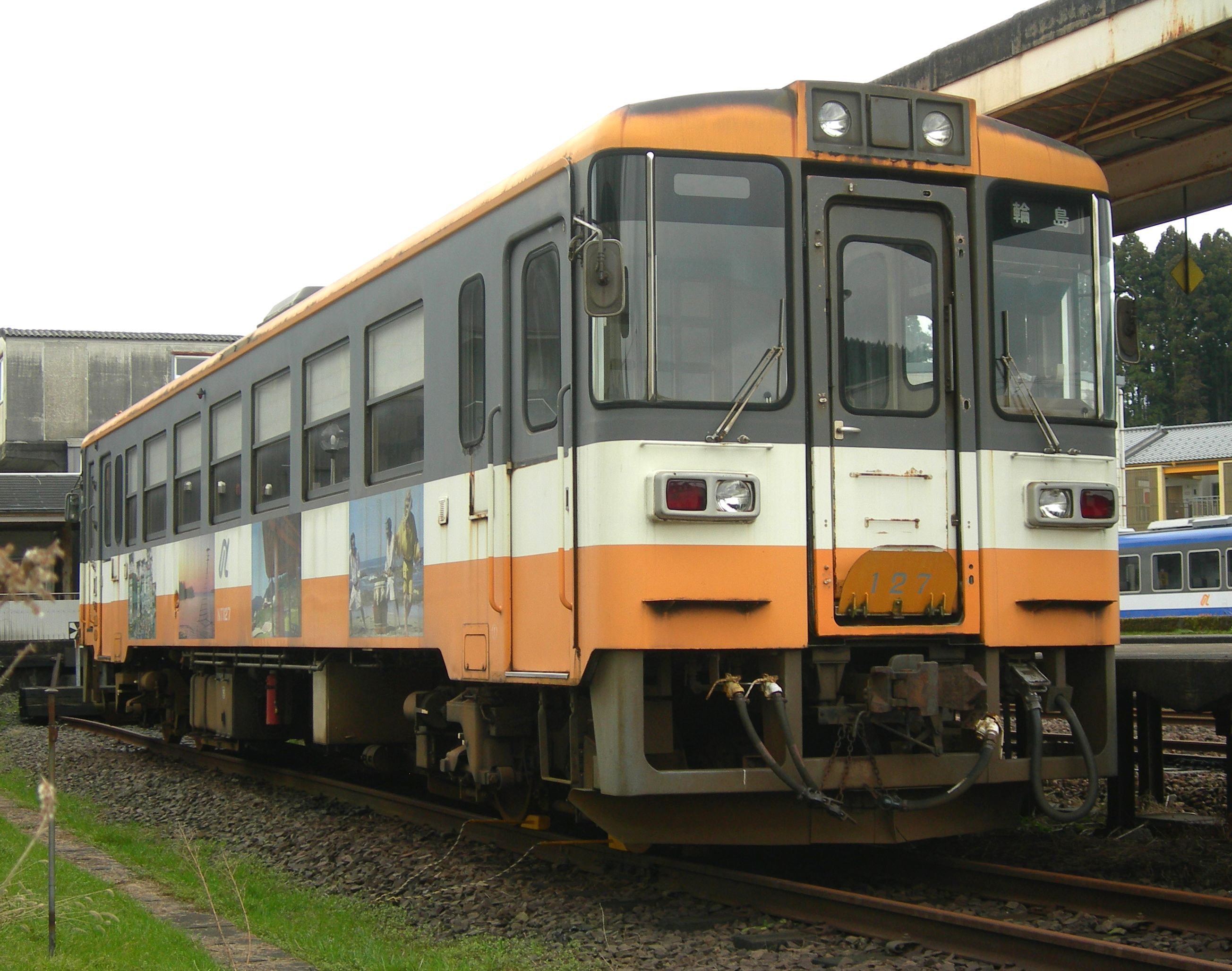
穴水駅0番線に保存される127

- 蛸島駅付近
NPO法人「のとレール・エア21」によって1両 (NT102) が動態保存され、2008年夏ごろまで蛸島 - 正院間を年に数日（ゴールデンウィーク、旧盆時期など）走行していた。現在は放置状態であり、極めて保存状態が悪いが、2023年夏頃に再塗装が行われた。
2019年12月14日・15日の2日間限定で地元である石川県立飯田高等学校の生徒数名による企画「廃列車 Cafe」にて使用された。また、この「廃列車 Cafe」は、総合的な学習の時間の一環として行われた。
- 藤波駅付近
駅の西側にある石川県立能都健民テニスコート敷地内の道路橋の下に1両 (NT123) が静態保存。これは宇出津駅に置かれていたもので、レールが残される当駅に移動されたものである。2022年4月27日に撤去されている。
- 穴水駅0番線
能登線が発着していたホームに1両 (NT127) が保存されている。前述の通り、畳敷きに改装された車両である。現在も稼働状態にある唯一のNT100形である。
2013年3月に再塗装が行われ、窓周辺が現役時代より明るいグレーとなった。